# Поцоло (Мантова)
Поцоло је насеље у Италији у округу Мантова, региону Ломбардија.
Према процени из 2011. у насељу је живело 930 становника. Насеље се налази на надморској висини од 47 м.